# Прометеј
Прометеј (грч. Προμηθεύς) (лат. Prometheus) је, по грчкој митологији био син Јапета и богиње Темиде или океаниде Климене и брат Атласа.
Прометеј је створио човека од глине. Украо је ватру са Олимпа и предао је људима, а за казну је осуђен на вечне муке и прикован на Кавказ где му је орао свакога дана кљуцао утробу, тачније јео јетру јер се у античкој Грчкој сматрало да је јетра седиште људских емоција. Ослободио га је Херакле. Сматра се и оснивачем људских уметности и науке.
Лик Прометеја је један од најснажнијих ликова грчке митологије, јер он представља оличење храбрости, поноса и пркоса, велике човекољубивости и тежње за слободом. Његов лик је, још и данас, симбол борбе за напредак и срећу човечанства, па није ни чудо што је Прометеј био вековна инспирација  песника, мислилаца и сликара, од Хесиода, Есхила, Гетеа, Бајрона  https://web.archive.org/web/20150227035411/http://englishhistory.net/byron/poems/prometheus.html. Архивирано из оригинала 27. 02. 2015. г. Приступљено 23. 01. 2008. Недостаје или је празан параметар |title= (помоћ), Рубенса...
Прометеј се први пут помиње у касном 8. веку п. н. е. У Хесиодовом епу Теогонија где га он представља као изазивача Зевсовог свезнања и свемоћи.

## Митологија
Прометеј је отпочео свој митолошки пут у време када се Зевс побунио и устао против Титана Хрона у намери да успостави нови поредак. Титани су се ставили на страну Хрона, а Прометеј се приклонио Зевсу, мада је и сам био Титан, јер је и он сам тежио новом и праведнијем поретку.
Помагао је Зевсу у десетогодишњој борби, како својим саветима тако и у директним борбама, па је чак и наговорио и богињу земље Геју да се прикључи Зевсу. После победе Зевса, Прометеј није добио никакве заслуге ни признање, а када се и Зевс одлучио да крутим и беспоштедним поступцима уништи људски род, он се, по цену и да на себе навуче гнев богова, ставио на страну људи. Веровао је да ће људи, ако сами себи буду помогли, моћи помоћи и другима, па им је, својим поступцима и делом улио наду и обдарио их снагом.
Прометеј је повезан и са митом о рађању Атине, јер, када је једном приликом Зевса болела глава и ништа није могао учинити да престане, Прометеј је рекао да зна начин на који ће га престати болети глава. Великим каменом је ударио Зевса у главу, а из Зевсове главе је искочила богиња Атина, и главобоља је нестала. 

### Стварање човека
Прометеј је са својим братом Епиметејом, ходајући Грчком залутао у покрајину Битију, где су они почели израђивати глинене фигуре. 
Богиња Атина је узела глинене фигуре и удахнула им живот. Прометејеве фигуре су постали људи, а Епиметејеве животиње. 
Када је Зевс, од људи захтевао да му принесу жртву и да тако покажу колико су послушни и одани, Прометеј је на жртву принео великог вола кога је поделио на два дела. У први део је ставио месо и велику количину масноћа и све то је прекрио воловским трбухом. У другу половину је ставио само кости које је прекрио са машћу, па је позвао Зевса да изабере једну од половина.
Увидевши да је у питању превара, Зевс је намерно, да би имао разлог својој освети над људима, изабрао део пун костију. 
Зевс је, после избора, љут због преваре, забранио брату да помогне и усаврши људе и забранио је људима употребу ватре. Тада је богиња Атина одлучила да превари Зевса и поучила Прометеја како и он може помоћи и учинити добро људима.

### Прометеј и ватра
Прометеј је осетио и знао да је човек много супериорнији од животиња и да заслужује имати неки дар који није имала ниједна животиња. Посматрајући људе, Прометеј је спознао да се његова створења, људи смрзавају и зато се одлучио да им да ватру, доброг слугу и лошег господара.
Са светог огњиштана Олимпу, украо је ватру и, преневши је у свом штапу, поклонио је људима. Људи су, добивши ватру, постали независни од временских непогода, припремали су храну, а самим тим јачали и телесно и духовно. 
Прометеј је наставио са даривањем људи, па их је научио како да помоћу ватре топе метале и израђују алате, а научио их је и занатима, и како да рачунају, пишу и читају.
Укротио је дивљег бика и утерао га у јарам, и тиме помогао људима како да лакше обрађују земљу. Саградио је и први брод и упознао људе са тајном лечења. 
Прометеј је био тај који је утро пут људима да угодније и срећније живе када су већ угледали светло овога света. Он је био тај који је уистину створитељ људи јер их је уздигао из првобитног, природног стања на стање разума и свести.
Зевс је био љут шта је све Прометеј учинио за људе, и како није могао вратити ватру, јер, оно што је дато од богова ни Зевс није могао вратити, одлучио је казнити Прометеја и његову творевину - човечанство.

### Оковани Прометеј
Зевс је наредио својим слугама Кратосу и Бији да савладају Прометеја и да га одведу на крај света где је Хефест морао да га окује, а затим и прикује у непробојне окове на Кавказу. Зевс је послао орла Етона (потомак Тифона и Ехидне) да Прометеју сваки дан кљуца јетру, а како је Прометеј био бесмртан, тако се јетра свакога дана обнављала, а Прометеј је патио свакодневно, све док га није ослободио Херакле док је извршавао своје задатке. 
Прометеј је знао која ће Зевсова жена носити дете које ће га свргнути са трона, као што је и он свргнуо свога оца Хрона, па је могуће да је Зевс и на овај начин хтео натерати Прометеја да му каже ко је та жена.
Казна за Прометеја требало је да траје 30.000 година.

### Ослобођење Прометеја
Есхил, у свом „Окованом Прометеју“ каже да је Прометеј рекао Ији да ће га њен потомак из дванаестог нараштаја спасити његових мука, и то се догодило. 
Испуњавајући један од својих дванаест задатака, Херакле је пролазио крај Кавказа тражећи Хесперидине јабуке, дошао је до Прометеја, убио орла стрелом и ослободио га, а Зевсу је као замену договорио бесмртност Кентаура Хирона.
Зевс, јер је Херакло био његов син, није био бесан због тога што је Прометеј избегао казну, а Прометеј се вратио назад на Олимп, али је са собом увек носио прстен направљен од окова са уграђеним комадићем стене за коју је био прикован. Од тога времена људи, у знак захвалности Прометеју, који их је спасио од уништења, учио их разним вештинама и патио због њих, носе прстење са уграђеним каменом.